# Курбанмурадов, Курбанмурад Язмухаммедович
Курбанмурад Язмухаммедович Курбанмурадов (Гурбанмырат Гурбанмырадов) (туркм. Gurbanmyrat Gurbanmyradow) — туркменский государственный деятель, министр.

## Биография
Родился в 1978 году в посёлке Бахерден Ашхабадской области.
В 1999 году окончил Туркменский государственный университет по специальности «международное экономическое право».
Трудовую деятельность начал в 1999 году главным специалистом Управления ценовой политики Министерства экономики и финансов Туркменистана. Далее работал главным специалистом, заместителем заведующего отделом, заведующим отделом, исполняющим обязанности начальника ряда управлений Министерства экономики и финансов Туркменистана.
28.02.2007 — 08.02.2008 — заместитель министра экономики и финансов Туркменистана.
08.02.2008 — 12.09.2008 — министр экономики и развития Туркменистана.
12 сентября 2008 года уволен за недостатки в работе.